# Conga (instrumento musical)

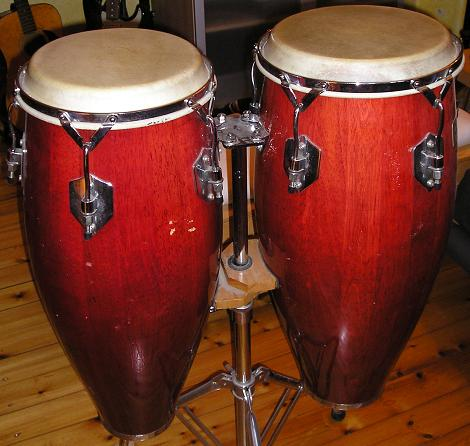
Um par de congas

Conga ou tumbadora, é um tambor semelhante ao "atabaque", usado sozinho, em par ou trio, podendo ser sustentado por suportes, caso o instrumentista queira tocar em pé. O instrumento possui um casco cônico ovalado, quase como um barril (o que o diferencia do atabaque que tem casco cônico ou cilíndrico).
 Este instrumento musical de origem cubana ecoa  um som médio grave, e sua forma cônica ovalada foi historicamente originada da utilização de barris sem tampas com peles esticadas em uma das "bocas" do barril através de cordas, modelo utilizado até início do século XX. Posteriormente, em meados do século XX, foi aperfeiçoado este acabamento para o modelo atual, no qual a pele é esticada por canoplas e grampos. Os movimentos para execução de qualquer toque acontecem na articulação do pulso. Em geral, a pele utilizada na conga é de couro de búfalo, por ser mais grossa e permitir uma sonoridade média-grave mais característica. As medidas das congas são feitas pelo diâmetro de suas peles, em polegadas (padrão internacional). Em medidas, as congas podem ser divididas em: quinto (no Brasil, 9" e 3/4 de diâmetro), conga (no Brasil, 11" ou 11" e 3/4), tumba (12") e supertumba (12" e 3/4). No padrão cubano, o quinto pode ser de 11", segundo a afinação, pois o quinto deve ser sempre o tambor mais agudo do set de congas. Em Cuba e nos Estados Unidos, o quinto de 9" e 3/4 é chamado de requinto ou superquinto. Em uma execução musical, geralmente em gêneros musicais afro-latinos (tais como guaganco, merengue, mozambique, salsa, conga de comparsa), as congas de sonoridade média-grave (11" e 11" e 3/4) e grave (tumbas 12" e supertumbas 12" e 3/)marcam a base rítmica principal (célula-base). Já o quinto e o superquinto geralmente solam sobre a célula rítmica da base, com floreios variados e rudimentos, tais como: quiálteras, fusas, semifusas, fraseados rítmicos livres, "flans", etc. Embora as congas, tumbas e requintos sejam utilizadas em tais execuções musicais desta maneira, nada impede que as funções de cada tipo de conga sejam invertidas, pois estes instrumentos podem sofrer afinação através do aperto ou afrouxamento dos grampos de metal que situam-se encaixados sob o aro externo de contenção da pele. Tais grampos prendem-se através de uma canopla junto ao corpo do instrumento, sofrendo a pressão de uma porca adequada para tais grampos parafusados. O corpo da conga pode ser feito de diferentes materiais, tais como madeira (tais como cerejeira, carvalho, angelim), fibra de vidro e fibra de carbono. Percussionistas como Giovanni Hidalgo e Tata Guines percutem neste instrumento até com as unhas, criando uma sonoridade peculiar.